# Іст-Клівленд (Теннессі)
іст-Клівленд (англ. East Cleveland) — переписна місцевість (CDP) в США, в окрузі Бредлі штату Теннессі. Населення — 1725 осіб (2020).

## Географія
іст-Клівленд розташований за координатами 35°9′9″ пн. ш. 84°51′15″ зх. д. / 35.15250° пн. ш. 84.85417° зх. д. (35.152626, -84.854090).  За даними Бюро перепису населення США в 2010 році переписна місцевість мала площу 3,28 км², уся площа — суходіл.

## Демографія
Згідно з переписом 2010 року, у переписній місцевості мешкало 1608 осіб у 640 домогосподарствах у складі 405 родин. Густота населення становила 490 осіб/км².  Було 751 помешкання (229/км²).
Расовий склад населення:
| - 89,1 % — білих - 6,2 % — чорних або афроамериканців - 0,6 % — корінних американців - 0,2 % — азіатів - 2,1 % — осіб інших рас |

До двох чи більше рас належало 1,8 %. Частка іспаномовних становила 3,9 % від усіх жителів.
За віковим діапазоном населення розподілялося таким чином: 24,3 % — особи молодші 18 років, 64,9 % — особи у віці 18—64 років, 10,8 % — особи у віці 65 років та старші. Медіана віку мешканця становила 35,0 року. На 100 осіб жіночої статі у переписній місцевості припадало 101,3 чоловіків;  на 100 жінок у віці від 18 років та старших — 92,3 чоловіків також старших 18 років.
Середній дохід на одне домашнє господарство  становив 35 287 доларів США (медіана — 26 750), а середній дохід на одну сім'ю — 35 791 долар (медіана — 22 885). Медіана доходів становила 26 848 доларів для чоловіків та 35 208 доларів для жінок. За межею бідності перебувало 39,8 % осіб, у тому числі 46,1 % дітей у віці до 18 років та 14,4 % осіб у віці 65 років та старших.
Цивільне працевлаштоване населення становило 633 особи. Основні галузі зайнятості: освіта, охорона здоров'я та соціальна допомога — 21,3 %, мистецтво, розваги та відпочинок — 20,4 %, виробництво — 16,4 %, транспорт — 14,8 %.